# Frieda Van Themsche
Frieda Van Themsche née à Uccle, le 26 avril 1955 a été membre du Parlement belge.
Frieda Van Themsche vit à Harelbeke. Elle est la tante de Hans Van Themsche, qui a été condamné pour des meurtres de tendance raciste, perpétré dans la ville d'Anvers, au printemps 2006. Le frère de cette dernière, Hans Van Themsche, était un des membres fondateurs du Vlaams Blok.

## Biographie
Durant la Seconde Guerre mondiale, son père a combattu avec son frère sur le front de l'Est contre l’Union soviétique, au sein de l'armée allemande et sous l'uniforme des Waffen SS, alors que la Belgique vivait sous occupation nazie. On n’a pas retrouvé le frère mais le père de Frieda Van Themsche a survécu, bien que mutilé.
Frieda Van Themsche a suivi l’enseignement supérieur pédagogique. Pendant sept ans, elle a travaillé comme professeur, puis a pris soin de sa famille de cinq enfants, avant d'entrer en politique : « Maintenant que les enfants sont plus âgés, je suis plus libre pour me concentrer sur la politique nationale », a-t-elle dit.
Frieda Van Themsche a été députée du Vlaams Belang de 2003 à 2007.
Après son premier discours à la Chambre des représentants de Belgique, Van Themsche s'écrie : « België Barst » (crève Belgique). Elle explique : « Pour moi, il s’agit d’un slogan, avec lequel j’ai été élevée. » Le Président de la Chambre, le libéral flamand Herman De Croo, a fait supprimer ces derniers mots de Van Themsche dans le compte-rendu de la séance : « Hier, j'ai fait supprimer « België Barst » du compte-rendu des débats à la Chambre sur le nouvel accord gouvernemental », a-t-il dit. « Je ne l’ai pas fait afin de réduire la liberté d'expression, mais afin de maintenir la dignité de la Chambre. » Cependant, par cela, le Président de la Chambre, a ignoré les règles. « Je m’en fous des règles, j'ai agi de mon propre chef », a-t-il dit,. La réplique de Frieda Van Themsche, à la demande d’un journaliste, était : « La Belgique ne peut pas éclater, mais que Verhofstadt, Dewael et De Gucht nous insultent de fasciste, néo-nazi ou bousiers, passe sans problème. Quand j'entends ce qu’on crie parfois à la Chambre, je pense souvent : vous n’entendriez jamais de moi des choses pareilles, je n’ai pas été élevée de telle façon. Mais si je défends normes et valeurs, et si je veux éduquer mes enfants de la façon dont j’ai été éduquée moi-même, on me considère soudainement d'extrême droite. »
Le 14 septembre 2003, le fils de Frieda Van Themsche, Floris Vandenbroucke, renversé par une voiture à Kuurne, est décédé sur place à l'âge de quinze ans. Le chauffard a pris la fuite et n’a depuis pas été trouvé. Cet événement dramatique a suscité l’intérêt de Frieda Van Themsche pour la réglementation de la circulation et en particulier pour les mesures que le gouvernement peut prendre afin d’assurer la sécurité des usagers de la route et de ralentir la vitesse de la circulation. Ainsi, le 23 mai 2005 elle a proposé d'interdire les camions sur les routes les dimanches et jours fériés.
Le 19 avril 2007, Frieda  Van Themsche n’envisage plus de mandat parlementaire lors des élections fédérales de juin 2007 et que, par conséquent, elle quitte la politique fédérale. Elle voulait réserver toute son énergie à sa propre famille et faisait savoir qu’elle en avait assez de pousser sur le bouton de vote au Parlement alors que rien ne change. La cause immédiate de son départ était la fusillade sur le campus de l’université Virginia Tech, à Blacksburg dans l'État de Virginie, en avril 2007, qui confrontait sa famille de nouveau avec l’escapade meurtrière de son neveu Hans à Anvers en 2006. Aussi, sa fille était enceinte. « Elle habite avec un garçon d’origine marocaine. Je vois comment c’est difficile pour lui. Cela a joué un rôle. »
Elle est restée conseillère communale du Vlaams Belang à Harelbeke.